# Neufchâtel (Québec)
Neufchâtel est une ancienne ville du Québec. 

## Histoire
La ville de Neufchâtel a été constitué, à l'origine en 1855, sous le toponyme de la municipalité de paroisse de Saint-Ambroise-de-la-Jeune-Lorette. La partie urbanisée de la municipalité s'en détache en 1904 pour former le village de Saint-Ambroise, qui deviendra plus tard la ville de Loretteville. La partie subsistante de la municipalité change de toponyme le 21 septembre 1963 pour devenir la municipalité de Paroisse de Neufchâtel. Le 11 juillet 1964, la municipalité change de statut en devenant ville sous le nom de Ville de Neufchâtel. Le territoire de Neufchâtel reste principalement agricole jusque vers 1950, quand l'expansion urbaine commence à l'atteindre. 
Les origines du nom de Neufchâtel à ce secteur provient du fait que quelques résidents de cet ancien quartier se sont battus à Neufchâtel-en-Bray, en Normandie.

## Ville de Québec
Les difficultés d'alimentation en eau potable sont à l'origine d'un projet d'annexion à la ville de Québec,. Ce projet est discuté dans le courant de l'année 1970, entériné le 6 août par le conseil municipal de Neufchâtel, et prend effet le 1er janvier suivant. 
En 2002, avec le regroupement de 13 municipalités pour former la nouvelle ville de Québec, le territoire de l'ancienne ville est divisé parmi les quartiers suivants :
Dans l'arrondissement Les Rivières :
- Duberger-Les Saules et Neufchâtel-Est–Lebourgneuf

Dans l'arrondissement de la Haute-Saint-Charles :
- Des Châtels, Loretteville et Val-Bélair.

### Liste des maires de la Paroisse et de la Ville de Neufchâtel
- 1947-1966 : Charles-Auguste Savard - Maire de la paroisse de Saint-Ambroise-de-la-Jeune-Lorette et de Neufchâtel
- 1966-1968 : Roger Roberge
- 1969-1970 : Louis-Germain Gastonguay

#### Hommages toponymiques
Le boulevard Gastonguay a été nommée, vers 1971, en l'honneur du maire Gastonguay dans la ville de Québec.

## Informations historiques

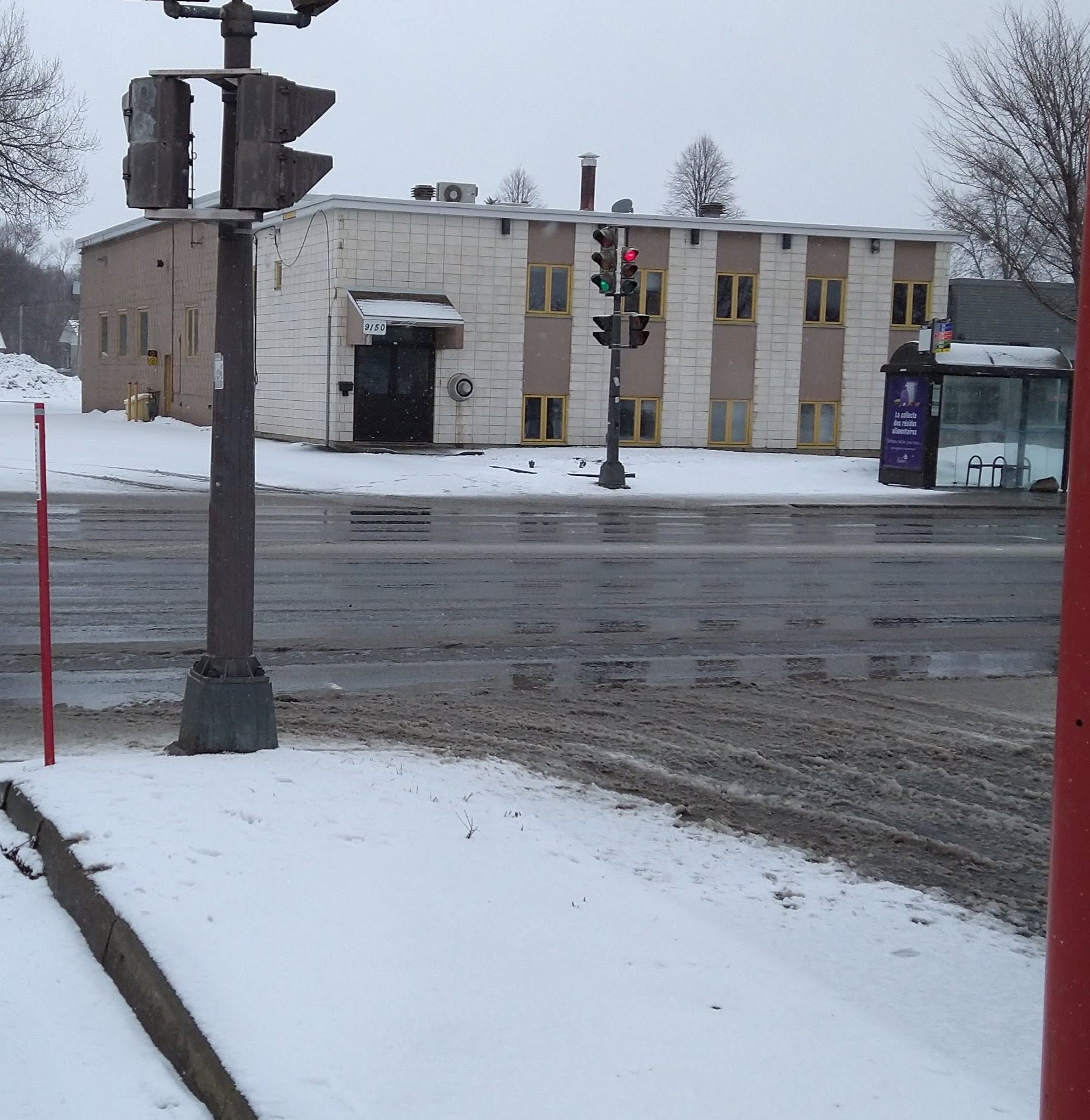
Hôtel de ville et caserne de l'ancienne Ville de Neufchâtel

Le nom du Quartier Lebourgneuf provient des noms des villes de Charlesbourg et de Neufchâtel. Il désigne le territoire de l'ancienne municipalité de Charlesbourg-Ouest.
L'ancienne caserne no 6 situé au 9150 boulevard de l'Ormière était la caserne et hôtel de ville de Neufchâtel.

## Personnalités liées
- Maryse Gaudreault, députée à l'Assemblée nationale pour la circonscription de Hull  est née à Neufchâtel.